# Chrysoprasis hirtula
Chrysoprasis hirtula är en skalbaggsart som beskrevs av White 1853. Chrysoprasis hirtula ingår i släktet Chrysoprasis och familjen långhorningar.
Artens utbredningsområde är:
- Costa Rica.
- Nicaragua.
- Panama.
- Venezuela.

Inga underarter finns listade i Catalogue of Life.